# Liste des épisodes de Clem
 (mars 2022).
Si vous disposez d'ouvrages ou d'articles de référence ou si vous connaissez des sites web de qualité traitant du thème abordé ici, merci de compléter l'article en donnant les références utiles à sa vérifiabilité et en les liant à la section « Notes et références ».
Cet article présente la liste des épisodes de la série télévisée française Clem.

## Diffusion
| Saison | Saison | Épisodes | France            | France            |
| Saison | Saison | Épisodes | Début de saison   | Fin de saison     |
| ------ | ------ | -------- | ----------------- | ----------------- |
|        | 1      | 4        | 22 février 2010   | 4 avril 2011      |
|        | 2      | 3        | 19 mars 2012      | 2 avril 2012      |
|        | 3      | 3        | 1er avril 2013    | 15 avril 2013     |
|        | 4      | 5        | 13 janvier 2014   | 10 février 2014   |
|        | 5      | 5        | 2 mars 2015       | 30 mars 2015      |
|        | 6      | 5        | 14 mars 2016      | 11 avril 2016     |
|        | 7      | 10       | 2 janvier 2017    | 30 janvier 2017   |
|        | 8      | 10       | 19 mars 2018      | 16 avril 2018     |
|        | 9      | 6        | 13 mai 2019       | 27 mai 2019       |
|        | 10     | 6        | 14 septembre 2020 | 28 septembre 2020 |
|        | 11     | 6        | 19 avril 2021     | 3 mai 2021        |
|        | 12     | 6        | 28 mars 2022      | 11 avril 2022     |
|        | 13     | 2        | 6 novembre 2023   | 6 novembre 2023   |

## Saison 1 (2010-2011)
1. Maman trop tôt (1)
2. Bienvenue à Valentin ! (2)
3. Vive les vacances ! (3)
4. C'est la rentrée ! (4)

## Saison 2 (2012)
1. La famille c'est sacré !  (5)
2. La mutation (6)
3. La guerre des familles (7)

## Saison 3 (2013)
1. Un de plus chez les Boissier (8)
2. Maman a craqué (9)
3. Haut les cœurs ! (10)

## Saison 4 (2014)
1. N'aie pas peur petite sœur (11)
2. Allez maman, t'es la meilleure ! (12)
3. Quand maman dérape (13)
4. Rendez-moi ma fille (14)
5. Ma femme, sa sœur et moi (15)

## Saison 5 (2015)
1. Quand maman dit stop ! (16)
2. Comment lui dire adieu ? (17)
3. Jamais sans mes filles ! (18)
4. C'est pas gagné ! (19)
5. Ça y est, je marie ma fille ! (20)

## Saison 6 (2016)
1. ¡Hola mamá! (21)
2. Les risques du métier (22)
3. Comment ne pas douter ? (23)
4. ¡Mátame! (24)
5. Une femme de trop (25)

## Saison 7 (2017)
1. Dimi en danger - partie 1 (26)
2. Dimi en danger - partie 2 (27)
3. Nous nous sommes tant aimés - partie 1 (28)
4. Nous nous sommes tant aimés - partie 2 (29)
5. ¡Hola papa! - partie 1 (30)
6. ¡Hola papa! - partie 2 (31)
7. Maman où t'es ? - partie 1 (32)
8. Maman où t'es ? - partie 2 (33)
9. Ma belle-mère s'appelle Clem - partie 1 (34)
10. Ma belle-mère s'appelle Clem - partie 2 (35)

## Saison 8 (2018)
1. Nouveau départ (36)
2. Tout pour ma fille (37)
3. Où est ton père ? (38)
4. Paso doble (39)
5. Révolution (40)
6. Question de choix (41)
7. L'art d'être papa (42)
8. Secrets de famille (43)
9. S'il suffisait qu'on s'aime (44)
10. Avec ou sans toi ! (45)

## Saison 9 (2019)
1. Du fait de ton absence (46)
2. Maman (47)
3. Mon monde s’écroule (48)
4. Je vais me battre  (49)
5. Garder la foi (50)
6. En mémoire de ton sourire (51)

## Saison 10 (2020)
1. Je suis là (52)
2. Mon amour (53)
3. Je ne lâcherai pas (54)
4. Ma bataille (55)
5. Pour la vérité (56)
6. Pour te sauver (57)

## Saison 11 (2021)
1. Le château de cartes (58)
2. Chacun son chemin  (59)
3. L’âge de raison (60)
4. Papa trop tôt (61)
5. Je te retrouverai (62)
6. Famille de cœur (63)

## Saison 12 (2022)
1. Un toit pour 6 (64)
2. L'invité surprise (65)
3. À la guerre (66)
4. Sur un fil (67)
5. Aimer c'est choisir (68)
6. Faire Famille (69)

## Saison 13 (2023)
1. Les retrouvailles - partie 1 (70)
2. Les retrouvailles - partie 2  (71)

## Saison 14 (2025)
1. La rando en famille - partie 1 (72)
2. La rando en famille - partie 2(73)